# Svend Nielsen
Cet article possède un paronyme, voir Sven Nielsen.
Svend Nielsen, né le 20 novembre 1928 à Østerbro et mort le 25 mai 2005, est un footballeur international danois. Il évoluait au poste de défenseur.

## Biographie
Joueur formé au B 93 Copenhague, Svend Nielsen s'impose comme un des bons défenseurs de son championnat, au point de disputer avec la sélection danoise le tournoi de football aux Jeux olympiques d'été de 1952 comme titulaire. Il compte 13 sélections en équipe nationale, pour laquelle il inscrit deux buts.
Il signe la saison suivante à l'AS Rome, puis après un an rejoint le CO Roubaix-Tourcoing, qui fait un effort financier important pour sa venue. Le club est relégué en deuxième division après deux saisons. Il repart finalement en 1957. En 1961, il termine sa carrière dans son club formateur, en D2 danoise.

## Carrière de joueur
- 1946-1953 :  B 93 Copenhague
- 1953 :  AS Rome
- 1953-1957 :  CO Roubaix-Tourcoing
- 1961 :  B 93 Copenhague